# Janna Ensthaler
Janna Ensthaler (* 2. November 1983 in Hamburg als Janna Lisa Schmidt-Holtz) ist eine deutsche Unternehmerin. Sie ist Investorin in der VOX-Gründershow Die Höhle der Löwen.

## Werdegang
Janna Ensthaler ist die Tochter des ehemaligen Vorstandsvorsitzenden der Bertelsmann Music Group (BMG) Rolf Schmidt-Holtz. Sie hat einen Bachelorabschluss in Economics und Management von der University of Oxford und einen Master in International Relations von der London School of Economics and Political Science (LSE).
Nach ihrem Berufseinstieg als Unternehmensberaterin bei Bain & Company in London gründete Ensthaler die Hamburger Gastronomiekette Kaiserwetter, deren alleinige Gesellschafterin sie bis zum Verkauf in 2015 war. Im Jahr 2010 gründete sie gemeinsam mit dem Startup-Inkubator Rocket Internet die Kosmetikfirma Glossybox, die 2017 an die britische Hut Group verkauft wurde. Sie gründete 2013 das Softwareunternehmen EventInc, eine digitale Plattform für Firmenevents. Seit 2021 ist Ensthaler Partnerin des von ihr gegründeten Green Generation Funds, eines Risikokapitalfonds mit Fokus auf Investments in Klimatechnologie und vegane Ernährung.
Seit April 2023 ist sie Investorin in der Fernsehsendung Die Höhle der Löwen. Das Manager Magazin zählt sie 2023 zu den einhundert einflussreichsten Frauen der deutschen Wirtschaft.
Ensthaler ist verheiratet, hat drei Kinder und lebt in Braunschweig.